# Thomas Reade
Sir Thomas Reade, K.C.B., fue un alto oficial británico durante las guerras napoleónicas, llegando a alcanzar el rango de Teniente Coronel, que ejerció como responsable de la seguridad en la isla de Santa Elena durante el confinamiento de Napoleón, y posteriormente como cónsul general de su país en Túnez.  
Nació el 1 de septiembre de 1782 en Congleton, Cheshire, en el noroeste de Inglaterra, y falleció el 29 de julio de 1849 en Túnez. 
El nombre de Thomas Reade está asociado al célebre Hudson Lowe, el carcelero de Napoleón Bonaparte cuando este estuvo recluido en la isla Santa Elena, y gobernador de la isla de 1816 a 1821; Reade era el brazo derecho de éste y el jefe de la policía de la isla hasta la muerte de Napoleón.
En 2010 fue publicado un interesante trabajo en francés, "L'Autre Sainte Hélène", de Albert Benhamou, con nuevos apuntes biográficos.  

## Biografía

### Militar (1799 - 1815)
Huérfano desde los once años, sus tutores le colocan como aprendiz en la oficina de un notario en su ciudad natal. No obstante, esta vida no le satisface mucho y a los dieciséis años se alista en el ejército. Participa entonces con el 27.º Regimiento de Infantería Ligera en la campaña de Holanda en 1799, así como en la campaña de Egipto en 1801, para ser luego desplazado al teatro de operaciones del Mediterráneo desde 1805. Asciende rápido en el escalafón, y el 1806 ya es capitán. Se distingue sobre todo en las campañas de Sicilia en 1808, lo que le vale ser distinguido con la condecoración más alta del Reino de las Dos Sicilias, la Real Orden de San Fernando del mérito.
En 1813, es enviado en España y participa a las últimas acciones de guerra en la península ibérica. Con el avance del duque de Wellington, participa en la persecución del ejército francés hasta más allá de los Pirineos, hasta Toulouse y después Burdeos, para finalmente asistir a la caída del Imperio francés en 1814.
Embarca luego para América en la guerra anglo-americana (1812-1815), pero es llamado de nuevo a Europa en el contexto del regreso de Napoleón a Francia desde su principado de Elba, en el periodo conocido como los Cien Días. 
Algún tiempo antes la batalla de Waterloo, es enviado como adjunto a Lowe para organizar el aguante en el sur, y posteriormente a esta batalla, ya victoriosos, pasa a Marsella donde recibe la noticia del nombramiento de su superior como gobernador de la isla de Santa Elena y guardián de Napoleón Bonaparte. 
Reade y Lowe regresan a Inglaterra donde reciben la distinción de Caballero de la Orden de Bath (K.C.B.) y el título de Sir.  
En 1815, Reade es promovido a teniente coronel, y parten a la isla. Tenía entonces 33 años. 

### Carcelero de Napoleón (1815 - 1821)
El 15 de octubre de 1815 el exemperador de Francia desembarcó en la isla de Santa Elena, en medio del Atlántico, después de dos meses de viaje a bordo del ‘Northumberland’ y de cuatro de su derrota en Waterloo, ante británicos y prusianos. Aquí se encontró un islote de 122 km², a unos 1900 km de la costa oeste de África, con una población de cuatro mil almas que incluían una guarnición de mil soldados —cifra que se triplicó para vigilar al prisionero—, esclavos negros y súbditos chinos, indios y malayos. 
Además Napoleón llevó una minicorte: Tres oficiales franceses y un chambelán,  con sus respectivas familias, un médico y doce criados, un total de 28 personas, que fueron instalados durante 6 años en Longwood House, una vivienda inhóspita  originalmente destinada a guardar ganado, y que se reformó y amplió para acoger a los desterrados. Napoleón goza en la isla de una situación de semi-libertad, cabalgando por las mañanas y dictando sus memorias por las tardes. 
En este contexto, Reade ejerce como jefe de la policía y de la inteligencia de la isla, tratando de apaciguar a Lowe que vivía con el miedo a que Napoleón escapara. Reade se valdrá de una red de informadores para tener controladas las relaciones entre los miembros de la corte desterrada, con los ciudadanos locales y con los miembros de la guarnición británica.  
A lo largo de más de 5 años, las relaciones entre los militares ingleses y los desterrados franceses se van tensionando, y paralelamente la salud de Napoleón se deteriora rápidamente. Finalmente, el 5 de mayo de 1821, el exemperador muere y Reade busca la reconciliación con los oficiales franceses, lo que en ocasiones se ha interpretado como muestra de un arrepentimiento por unos supuestos tratos poco humanitarios a Napoleón por los algunos historiadores franceses, o incluso como debilidad por parte de otros historiadores británicos. Muy pronto se extendió la sospecha de un envenenamiento con arsénico, pero posteriormente se demostró que Napoleón murió de complicaciones de un cáncer de estómago. 

### Cónsul en Túnez (1824 a 1849)
A su regreso en Inglaterra, se establece en su ciudad natal. Pero rápidamente y tras la publicación en Londres de los trabajos del doctor Barry Edward O'Meara, con detalles acerca del trato dispensado por Lowe a Napoleón, Reade constata una creciente falta de reconocimiento por parte de sus conciudadanos acerca de su labor en Santa Elena, por lo que se plantea un cambio de aires. 
Así, en 1824 obtiene la plaza de cónsul-general ante del bey de Túnez, (en esa época Túnez era protectorado otomano, pero el bey es un soberano con bastante autonomía en la práctica) y antes de partir contrae matrimonio con una joven de la burguesía industrial de Mánchester, Agnes Glogg, a quién dobla en edad  
En pocos meses liquida su casa (que será derruida para la construcción del nuevo ayuntamiento de Congleton) y reparte sus pertenencias entre allegados y sirvientes. Posteriormente el matrimonio parte hacia tierras africanas, para volver a Inglaterra tan solo una vez más.  
En su faceta diplomática, Reade estuvo siempre muy cerca del bey, hasta el punto de que consigue convencerlo, en 1842, de abolir la esclavitud en sus Estados. 

### Coleccionista y mecenas
La legación británica estaba en La Marsa, en las cercanías de Cartago, y Reade estudió y coleccionó antigüedades cartaginesas y romano-africanas, así como especímenes zoológicos, publicó artículos y excavó entre las ruinas de Cartago, corriendo con los gastos. Muchos de los artefactos que desenterró fueron cedidos al Museo Británico, una práctica que era habitual en la época, pero que hoy en día sería un complicado asunto diplomático. 
En Túnez, se consagra a actividades arqueológicas y científicas y se interesa por la historia natural. Invierte su patrimonio y su tiempo en varias excavaciones, y es responsable de los trabajos de la extracción de una inscripción bilingüe bereber-punica, en el mausoleo de Dougga, que envía al Museo Británico. Es gracias a él que se comienza a mejor conocer el púnico como lengua antigua.

### Muerte
Sir Thomas Reade muere en La Marsa de cáncer a 67 años, el 29 de julio de 1849. El bey le honra con un funeral de Estado, y está enterrado en el cementerio de la iglesia anglicana Saint George de Túnez. 
En su ciudad natal, Congleton, se erigió años más tarde una estela funeraria a su ilustre conciudadano, que aún persiste.

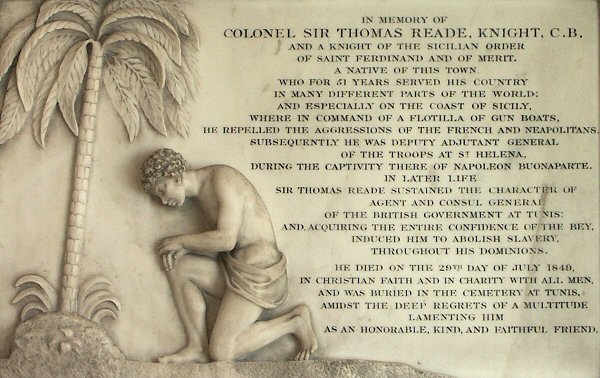
Placa homenaje a Thomas Reade en su ciudad natal, Congleton.